# Cristian Emanuel Macchi
Cristian Emanuel Macchi (Paraná, Entre Ríos; 28 de julio de 1989) es un músico, cantante, compositor, multinstrumentista argentino. Conocido en sus inicios por ser baterista de Fortaleza y animador en la diócesis de Paraná.
Nacido hijo único de matrimonio misionero. Formado bajo educación salesiana (colegio Don Bosco), que comparte la amistad y alegría bajo el amparo de María Auxiliadora, al igual que su club de afición, Club Atlético San Lorenzo de Almagro.
Cristian lanzó su primer álbum "Con Él y en Él" en mayo de 2022. Hizo diversas colaboraciones católicas con Pablo Martínez, Verónica Sanfilippo, Luces y Sombras y Grupo Vive. Fue baterista de Fortaleza, banda musical partícipe de la Jornada Mundial de la Juventud 2013, en Río De Janeiro. Integrante de la Cantata de los Santos Latinoamericanos, bajo la dirección general de Miguel “Otti” Gómez.
El 1° de octubre de 2022 lanzó "Seamos testigos", himno oficial del octubre misionero argentino. Y, posterior a esto, su último sencillo "Como Fuego" con la colaboración de Verónica Sanfilippo. 

## Biografía
A los 5 años comenzó sus estudios de piano en Taller del Sur, donde se conoce con Federico Sgarbanti (hoy baterista de  Doce Monos). A los 8 años se formó vocalmente en la  Escuela Coral Mario Monti. Llegados los 13 años, recibe su primera batería que dio pie a comenzar su educación en ritmo y percusión, con el profesor Gustavo Ruiz Díaz, también en Taller del Sur.
Bajo la instrucción de su padre, Oscar Macchi, durante unas vacaciones de verano, realizó sus primeros pasos en guitarra. Luego, autodidacta por vocación,  perfeccionó su trabajo en guitarra  y bajo.
En el año 1999, su madre, Mónica Sartori, participa como secretaria del  (VI Congreso Misionero Latinoamericano y I Congreso Americano Misionero); a raíz de dicho evento, nace la Infancia Misionera en la Capilla San Francisco Javier, iglesia a la que asistía desde niño junto a sus padres. Fue así que de la mano de la Hermana Claretiana Norma Rodríguez, es invitado a ser parte del grupo.
Con el transcurso del tiempo, este último se disuelve y en el año 2003, en busca de nuevas actividades, su padre lo acerca al grupo de Scouts de la Parroquia Santa Lucía, donde conoce a María Paz Ferreyra y a Nazar Sosa. Allí estuvo un año y medio, hasta el cese del grupo. Tiempo después vuelve a formar parte del grupo en la Capilla San Francisco Javier, ahora renombrado como  (Infancia y Adolescencia Misionera).
Su patrono navarro, los referentes a cargo de estos grupos, junto con las  Misioneras Claretianas, particularmente Norma Rodríguez y Patricia Molina, se encargaron de formar y moldear su esencia para luego, en su juventud, ser animador (2007) y coordinador de la I.A.M. durante 4 años en la Capilla San Francisco Javier.
Colaboró con el soporte de sonido y/o el acompañamiento musical en las misas y actividades eclesiásticas diocesanas donde lo convocaban para ayudar y participar.
En 2004 forma parte de un grupo tributo/homenaje a The Beatles con presentación en el Teatro 3 de Febrero de Paraná, y en el Teatro Municipal de la ciudad de Santa Fe. Ese mismo año comparte escenario con "Senderos" (banda iniciada por el matrimonio de Carlos Andrade y María José López Ortiz), con los que participaron del evento Pascua Joven en Paraná hasta el año 2006.
En 2005 y 2006 se une a un "trío de jazz" con Matías Lapunzina y Natalio González Petrich. Ese mismo año conforma, con sus compañeros del colegio secundario, una banda de rock nacional y ska, llamada "Potasio", la cual siguió vigente hasta el 2008.
En 2006 hace presentaciones con el Coro del Colegio Santa Teresita, bajo la dirección del Ing. Alfredo Dupont, con tributos a Queen, Evanescence, The Beatles, entre otros, e invitado por su profesor de informática y pianista, Juan Manuel Guerrero.
En 2007 grabó la batería para un CD oficial de I. A. M. de la diócesis de Paraná.
En 2008 fue baterista del solista folklórico Silvestre Cabaña para un festival en la ciudad de Los Conquistadores, teloneros de Abel Pintos. Ese año inició sus estudios en ingeniería electrónica en la UTN - Facultad Regional Paraná; durante este tiempo trabajó temporalmente en una empresa de sonorización e iluminación de espectáculos y  empleado de comercio en una distribuidora de materiales eléctricos e iluminación.
En 2009 hace un retiro de impacto a nivel nacional en Córdoba capital (Argentina), a cargo de  Misioneras Claretianas, invitado por su mentora, la Hermana Patricia Molina, en el que tiene su primer encuentro con Dios y afirma su vocación. 
En 2012 fue baterista de Dadadá, banda de Armando Sánchez (actual presidente de Políticas para la República en Paraná, Entre Ríos) y sus hermanas (3). Ese mismo año nace ZBeat, homenaje a Fito Páez, conformado por Cristian, Daniel Liva, Juan Manuel Guerrero, Simón Donda y Armando Sánchez
En 2013 presentación del disco “Llámame”, declarado de "Interés cultural" mediante la resolución N° 486 del Ministerio de Cultura y Comunicación del Gobierno de la Provincia de Entre Ríos
Desde 2015 hasta la actualidad es partícipe, como baterista, de la Cantata de los Santos Latinoamericanos, bajo la dirección general de Miguel Otti Gómez.
En 2016 colabora durante un año como bajista con el Grupo Vive.
En 2017, durante un año y medio, fue baterista de la banda Luces y Sombras. Ese año fue convocado para animar la Santa Misa del evento internacional "Cielo Abierto" realizado en el Club Atlético Echagüe de Paraná, junto a Renzo Donda, Mauro Menón, Vanina Barón, David Ávalo, Gabriel Alberto González y Verónica Sanfilippo; es en este evento donde se encuentra con Athenas y Tobías, quienes lo incentivan a iniciar su camino como artista católico. Pablo Martínez lo invita a colaborar en una canción de su nuevo disco llamada: "testigos apasionados". Para noviembre del mismo año, publica su nueva versión del tradicional “himno de la Infancia y Adolescencia Misionera” de Argentina, propuesta sugerida por el secretariado de la I. A. M. de la diócesis de Paraná. 
En 2019 colabora con el grupo "Los Donda", banda folclórica conformada por los hermanos Renzo, Simón y Gema Donda.
Fue así que en el año 2018, tomó la decisión de grabar su primer trabajo discográfico titulado "Con Él y en Él", lanzado el 24 de mayo del 2022. Su principal objetivo es llegar a aquellos que no pertenecen al grupo hegemónico de los integrantes de la Iglesia; para llegar a estas periferias, optó por una selección de 7 canciones que dictan diversos géneros para todos los gustos: rock, pop, reggae, funky y melódico.
Actualmente está promocionando este último por medio de diversas plataformas, y trabajando en la producción y presentación de videoclips oficiales de cada canción. Presta servicios como sesionista y participa activamente de su comunidad al que asiste desde niño: Capilla San Francisco Javier; santo patrono que marcó en él un perfil misionero y rebelde, y que se ve reflejado en su música. Fiel al estilo del “gigante de las misiones”, llega como artista católico para a ir con su música, más allá de las fronteras.

## Discografía
| Año  | Álbum                                          | Detalles                                                |
| ---- | ---------------------------------------------- | ------------------------------------------------------- |
| 2022 | Con Él y en Él                                 | Lanzamiento: mayo 2022 Discográfica: Independiente      |
| 2022 | Seamos Testigos (Himno Octubre Misionero 2022) | Lanzamiento: octubre 2022 Discográfica: Independiente   |
| 2022 | Como fuego                                     | Lanzamiento: diciembre 2022 Discográfica: Independiente |

## Colaboraciones Musicales
| Año  | Tema                  | Detalle                                             |
| ---- | --------------------- | --------------------------------------------------- |
| 2018 | Testigos apasionados  | Lanzamiento: junio 2018 Ft. Pablo Martinez          |
| 2021 | Ven Espíritu Santo    | Lanzamiento: mayo 201 Ft. Verónica Sanfilippo       |
| 2022 | Madre de la humanidad | Lanzamiento: junio 2022 Ft. Pablo Martinez          |
| 2022 | Como Fuego            | Lanzamiento: diciembre 2022 Ft. Verónica Sanfilippo |